# Chilatherina lorentzii
Espèce
Chilatherina lorentzii est un poisson de la famille des Mélanotaénïdés, originaire de Nouvelle-Guinée.

## Synonymes
- Chilatherina lorentzi Weber, 1907
- Rhombatractus lorentzii Weber, 1907